# Armée régulière

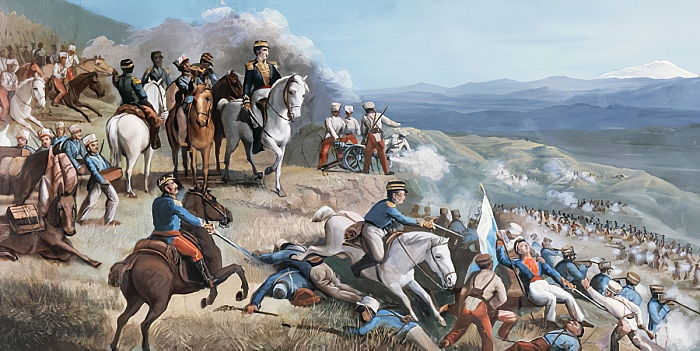
Les troupes indépendantistes se battent contre les royalistes d'Agualongo. La peinture du XIXe siècle montre Bolívar à la tête de son armée régulière.

Une armée régulière est l'armée officielle d'un État ou pouvoir légalement constitué. Elle s'oppose aux armées irrégulières, telles que les guérillas, armées privées, mercenaires, etc.
L'armée régulière se divise habituellement en armée permanente, qui est toujours sur les armes, et armée de réserve, qui est active seulement en cas d'urgence, comme pendant les guerres.
Il y a deux modèles d'armée régulière :
- dans l'armée de levée il y'a conscription (service militaire obligatoire): l'armée permanente est composée de militaires professionnels, de volontaires et de conscrits, et la réserve est obligatoire (réservistes ayant complété leur service militaire actif).
- dans l'armée de métier il n'y a pas de conscription : l'armée permanente est composée exclusivement de professionnels et volontaires, et la réserve est de composition volontaire.